# Корман (Алексинац)
Корман је насеље у Србији у општини Алексинац у Нишавском округу. Према попису из 2022. било је 554 становника (према попису из 1991. било је 996 становника).
Овде се налази Железничка станица Корман.

## Демографија
У насељу Корман живи 658 пунолетних становника, а просечна старост становништва износи 45,5 година (43,6 код мушкараца и 47,3 код жена). У насељу има 256 домаћинстава, а просечан број чланова по домаћинству је 3,02.
Ово насеље је скоро у потпуности насељено Србима (према попису из 2002. године). У другој половини XX века је примећен константан пад броја становника.
|  |

| Демографија | Демографија | Демографија |
| Година      | Становника  | Становника  |
| ----------- | ----------- | ----------- |
| 1948.       | 1.300       |             |
| 1953.       | 1.283       |             |
| 1961.       | 1.282       |             |
| 1971.       | 1.163       |             |
| 1981.       | 1.087       |             |
| 1991.       | 996         | 953         |
| 2002.       | 773         | 816         |

| Етнички састав према попису из 2002.‍ | Етнички састав према попису из 2002.‍ | Етнички састав према попису из 2002.‍ | Етнички састав према попису из 2002.‍ | Етнички састав према попису из 2002.‍ |
| ------------------------------------ | ------------------------------------ | ------------------------------------ | ------------------------------------ | ------------------------------------ |
|                                      |                                      |                                      |                                      |                                      |
| Срби                                 | Срби                                 |                                      | 772                                  | 99,87%                               |
| Хрвати                               | Хрвати                               |                                      | 1                                    | 0,12%                                |
| непознато                            | непознато                            |                                      | 0                                    | 0,0%                                 |

| Година пописа     | 1948. | 1953. | 1961. | 1971. | 1981. | 1991. | 2002. |
| ----------------- | ----- | ----- | ----- | ----- | ----- | ----- | ----- |
| Број домаћинстава | 284   | 309   | 317   | 313   | 308   | 289   | 256   |

| Број чланова      | 1  | 2  | 3  | 4  | 5  | 6  | 7 | 8 | 9 | 10 и више | Просек |
| ----------------- | -- | -- | -- | -- | -- | -- | - | - | - | --------- | ------ |
| Број домаћинстава | 60 | 64 | 39 | 33 | 32 | 21 | 6 | 1 | 0 | 0         | 3,02   |

| Пол    | Укупно | Неожењен/Неудата | Ожењен/Удата | Удовац/Удовица | Разведен/Разведена | Непознато |
| ------ | ------ | ---------------- | ------------ | -------------- | ------------------ | --------- |
| Мушки  | 330    | 91               | 203          | 25             | 11                 | 0         |
| Женски | 349    | 44               | 207          | 86             | 12                 | 0         |
| УКУПНО | 679    | 135              | 410          | 111            | 23                 | 0         |

| Пол    | Укупно                    | Пољопривреда, лов и шумарство | Рибарство                            | Вађење руде и камена | Прерађивачка индустрија       |
| ------ | ------------------------- | ----------------------------- | ------------------------------------ | -------------------- | ----------------------------- |
| Мушки  | 200                       | 119                           | 0                                    | 3                    | 16                            |
| Женски | 159                       | 132                           | 0                                    | 0                    | 3                             |
| УКУПНО | 359                       | 251                           | 0                                    | 3                    | 19                            |
| Пол    | Производња и снабдевање   | Грађевинарство                | Трговина                             | Хотели и ресторани   | Саобраћај, складиштење и везе |
| Мушки  | 0                         | 15                            | 8                                    | 2                    | 21                            |
| Женски | 0                         | 0                             | 8                                    | 3                    | 1                             |
| УКУПНО | 0                         | 15                            | 16                                   | 5                    | 22                            |
| Пол    | Финансијско посредовање   | Некретнине                    | Државна управа и одбрана             | Образовање           | Здравствени и социјални рад   |
| Мушки  | 0                         | 0                             | 7                                    | 2                    | 3                             |
| Женски | 0                         | 0                             | 0                                    | 1                    | 5                             |
| УКУПНО | 0                         | 0                             | 7                                    | 3                    | 8                             |
| Пол    | Остале услужне активности | Приватна домаћинства          | Екстериторијалне организације и тела | Непознато            | Непознато                     |
| Мушки  | 0                         | 0                             | 0                                    | 4                    | 4                             |
| Женски | 2                         | 0                             | 0                                    | 4                    | 4                             |
| УКУПНО | 2                         | 0                             | 0                                    | 8                    | 8                             |